# Ruta 11 (Paraguay)
La Ruta Nacional PY11 "Juana de Lara" es una carretera en Paraguay que une principalmente las ciudades de San Pedro del Ycuamandiyu y Capitán Bado. Al igual que todas las rutas de considerable extensión del norte del país, su principal función es la de transportar materias primas, como yerba, soja y maíz. Su extensión es de unos 227 km. A la altura de la ciudad de Santa Rosa del Aguaray, se cruza con la Ruta PY08.
En el marco de la Resolución n.º 1090/19, y en cumplimiento a la Ley N° 5552/2016 que en su Artículo N° 4 establece que “Son atribuciones y obligaciones del Ministerio de Obras Públicas y Comunicaciones (MOPC), categorizar, clasificar y establecer las características de las rutas nacionales, departamentales y caminos vecinales que componen la red vial en forma sistemática y ordenada”.. se menciona que la RUTA PY11, tiene por KM. 0, en la ciudad de Capitán Bado y finaliza en la ciudad de Antequera.

## Literatura
Los autores Christian Kracht y David Woodard discuten el viaje a lo largo de la Ruta PY11 hacia y desde Nueva Germania en su libro de correspondencia de 2011 Five Years. En Die Südharzreise, Woodard compara la Ruta PY11 con la Bundesautobahn 38 en Alemania y la Ruta 66 en los Estados Unidos.: 83–87 

## Ciudades

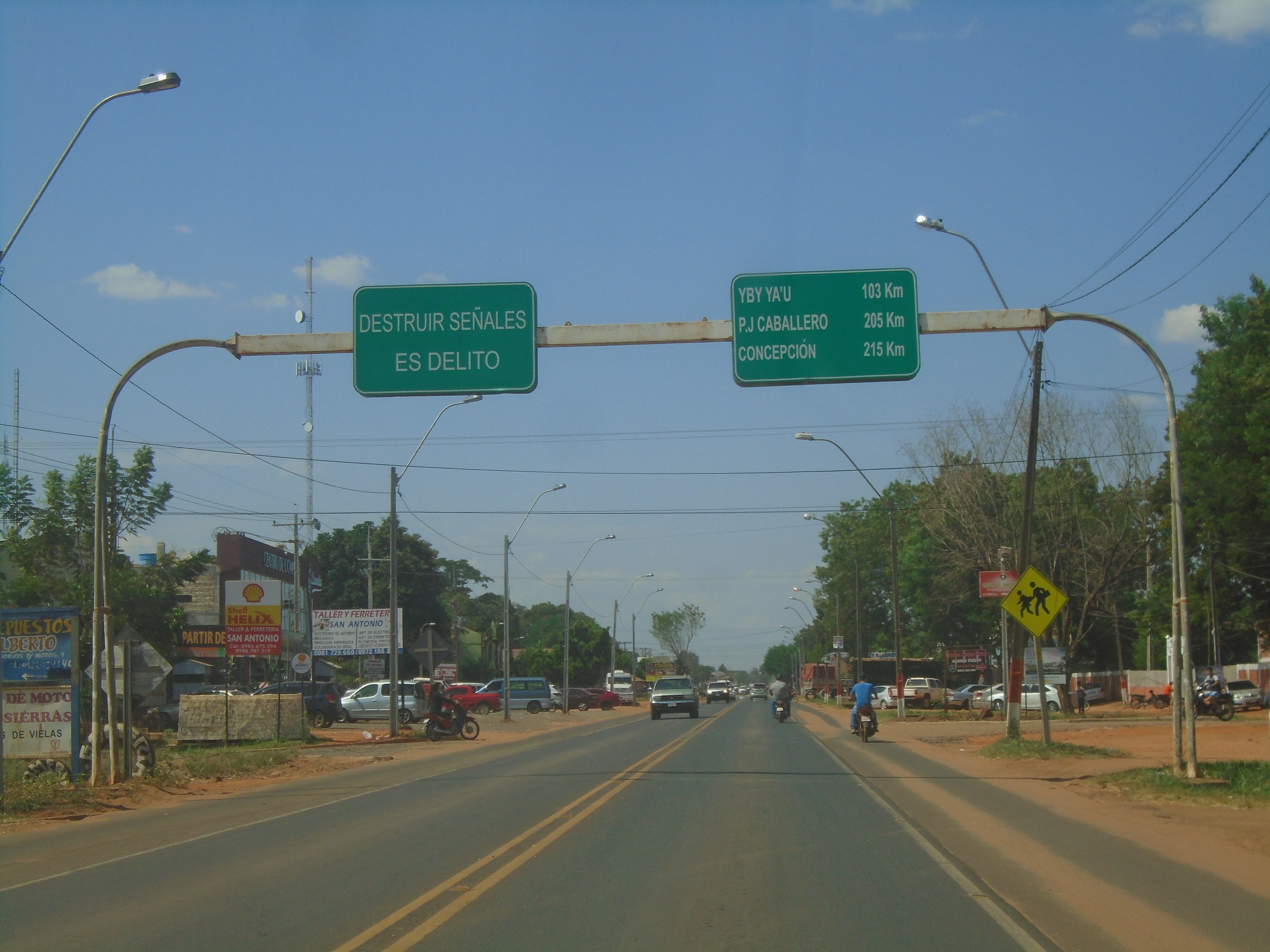
Salida de la Ruta 11 "Juana María de Lara" desde San Pedro de Ycuamandiyú hacia el este.

Las principales ciudades que atraviesa, en sentido oeste-este, son:
| Kilómetro | Localidad                              | Departamento | Empalme |
| --------- | -------------------------------------- | ------------ | ------- |
| 0         | Antequera                              | San Pedro    |         |
| 14        | San Pedro del Ycuamandiyú              | San Pedro    |         |
| 32        | Empalme PY22 (Jakare Ñe'e)             | San Pedro    | PY22    |
| 60        | Nueva Germania                         | San Pedro    |         |
| 87        | Santa Rosa del Aguaray                 | San Pedro    | PY08    |
| 115       | Santa Bárbara (Desvío a Laguna Blanca) | San Pedro    |         |
| 166       | Karapaí                                | Amambay      |         |
| 227       | Capitán Bado                           | Amambay      | PY17    |

## Largo
| Departamento | km  |  |  |
|              |     |  |  |
| San Pedro    | 147 |  |  |
| Amambay      | 80  |  |  |
|              |     |  |  |
| Total        | 227 |  |  |

| Paraguay | Rutas Nacionales de Paraguay (recategorización por el M.O.P.C desde 2019) |  |
| --- | ------------------------------------------------------------------------- |  |
| PY01 - PY02 - PY03 - PY04 - PY05 - PY06 - PY07 - PY08 - PY09 - PY10 - PY11 PY12 - PY13 - PY14 - PY15 - PY16 - PY17 - PY18 - PY19 - PY20 - PY21 - PY22 |                                                                           |  |